# Helge Lorenzen
Helge Lorenzen (født 30. januar 1933, død 1. marts 2014 ) var en dansk journalist.
Han var blandt de journalister i DR som Jens Sønderup kaldte for røde lejesvende.
Helge Lorenzen grundlagde Tvsyd, og blev direktør på Tvsyd, der først var en forsøgsordning under DR, og senere kom under TV-2.